# Parenthood (Fernsehserie)/Episodenliste

Logo zur Serie

Diese Episodenliste enthält alle Episoden der US-amerikanischen Dramaserie Parenthood, sortiert nach der US-amerikanischen Erstausstrahlung. Zwischen 2010 und 2015 entstanden in sechs Staffeln 103 Episoden mit einer Länge von jeweils etwa 43 Minuten.

## Übersicht
| Staffel | Episodenanzahl | Erstausstrahlung USA | Erstausstrahlung USA | Deutschsprachige Erstausstrahlung | Deutschsprachige Erstausstrahlung |
| Staffel | Episodenanzahl | Staffelpremiere      | Staffelfinale        | Staffelpremiere                   | Staffelfinale                     |
| ------- | -------------- | -------------------- | -------------------- | --------------------------------- | --------------------------------- |
| 1       | 13             | 2. März 2010         | 25. Mai 2010         | 14. Mai 2012                      | 6. August 2012                    |
| 2       | 22             | 14. September 2010   | 19. April 2011       | 11. Februar 2013                  | 8. Juli 2013                      |
| 3       | 18             | 13. September 2011   | 28. Februar 2012     | 7. April 2014                     | 4. August 2014                    |
| 4       | 15             | 11. September 2012   | 22. Januar 2013      | 11. August 2014                   | 17. November 2014                 |
| 5       | 22             | 26. September 2013   | 17. April 2014       | 17. Juni 2015                     | 11. November 2015                 |
| 6       | 13             | 25. September 2014   | 29. Januar 2015      | 18. Januar 2016                   | 11. April 2016                    |

## Staffel 1
Die Erstausstrahlung der ersten Staffel war vom 2. März bis zum 25. Mai 2010 auf dem US-amerikanischen Fernsehsender NBC zu sehen. Die deutschsprachige Erstausstrahlung sendete der deutsche Bezahlfernsehsender Glitz* von 14. Mai bis zum 6. August 2012.
| Nr. (ges.) | Nr. (St.) | Deutscher Titel                | Originaltitel               | Erstausstrahlung USA | Deutschsprachige Erstausstrahlung (D) | Regie             | Drehbuch                |
| ---------- | --------- | ------------------------------ | --------------------------- | -------------------- | ------------------------------------- | ----------------- | ----------------------- |
| 1          | 1         | Eltern haften für ihre Kinder  | Pilot                       | 2. März 2010         | 14. Mai 2012                          | Thomas Schlamme   | Jason Katims            |
| 2          | 2         | Mann gegen Opossum             | Man Versus Possum           | 9. März 2010         | 21. Mai 2012                          | Lawrence Trilling | Jason Katims            |
| 3          | 3         | Lebenswelten                   | The Deep End of the Pool    | 16. März 2010        | 28. Mai 2012                          | Lawrence Trilling | Jeff Greenstein         |
| 4          | 4         | Na, was geht?                  | Wassup                      | 23. März 2010        | 4. Juni 2012                          | Michael Engler    | Tyler Bensinger         |
| 5          | 5         | Vater, Mutter, Kind            | The Situation               | 30. März 2010        | 11. Juni 2012                         | Michael Engler    | Becky Hartman-Edwards   |
| 6          | 6         | Vorgetäuscht?                  | The Big „O“                 | 6. Apr. 2010         | 18. Juni 2012                         | Adam Davidson     | Lauren Schmidt Hissrich |
| 7          | 7         | Wer hat schon Zeit für Ideale? | What’s Goin’ On Down There? | 13. Apr. 2010        | 25. Juni 2012                         | Adam Davidson     | Sarah Watson            |
| 8          | 8         | Gummibandball                  | Rubber Band Ball            | 20. Apr. 2010        | 2. Juli 2012                          | Lawrence Trilling | Jan Oxenberg            |
| 9          | 9         | Vielleicht auch träumen!       | Perchance to Dream          | 27. Apr. 2010        | 9. Juli 2012                          | Lawrence Trilling | Becky Hartman-Edwards   |
| 10         | 10        | Vorbilder ohne Zukunft?        | Namaste No More             | 4. Mai 2010          | 16. Juli 2012                         | Ken Whittingham   | Tyler Bensinger         |
| 11         | 11        | Sex und Sorgen                 | Solace                      | 11. Mai 2010         | 23. Juli 2012                         | Ken Whittingham   | Jeff Greenstein         |
| 12         | 12        | Team Braverman                 | Team Braverman              | 18. Mai 2010         | 30. Juli 2012                         | Lawrence Trilling | Jan Oxenberg            |
| 13         | 13        | Endlich Versöhnung!            | Lost and Found              | 25. Mai 2010         | 6. Aug. 2012                          | Lawrence Trilling | Jason Katims            |

## Staffel 2
Die Erstausstrahlung der zweiten Staffel war vom 14. September 2010 bis zum 19. April 2011 auf dem US-amerikanischen Fernsehsender NBC zu sehen. Die deutschsprachige Erstausstrahlung sendete der deutsche Bezahlfernsehsender Glitz* von 11. Februar bis zum 8. Juli 2013.
| Nr. (ges.) | Nr. (St.) | Deutscher Titel                     | Originaltitel                                      | Erstausstrahlung USA | Deutschsprachige Erstausstrahlung (D) | Regie               | Drehbuch          |
| ---------- | --------- | ----------------------------------- | -------------------------------------------------- | -------------------- | ------------------------------------- | ------------------- | ----------------- |
| 14         | 1         | Cybersex Interruptus                | I Hear You, I See You                              | 14. Sep. 2010        | 11. Feb. 2013                         | Lawrence Trilling   | Jason Katims      |
| 15         | 2         | Plaudertasche                       | No Good Deed                                       | 21. Sep. 2010        | 18. Feb. 2013                         | Lawrence Trilling   | Tyler Bensinger   |
| 16         | 3         | Ich bin cooler, als du denkst!      | I’m Cooler Than You Think                          | 28. Sep. 2010        | 25. Feb. 2013                         | Michael Waxman      | Bridget Carpenter |
| 17         | 4         | Die Strategie der Zweisamkeit       | Date Night                                         | 5. Okt. 2010         | 4. März 2013                          | Adam Bernstein      | David Hudgins     |
| 18         | 5         | Der Herr der Schuhe                 | The Booth Job                                      | 12. Okt. 2010        | 11. März 2013                         | Adam Davidson       | Kerry Ehrin       |
| 19         | 6         | Max, die furchtlose Kakerlake       | Orange Alert                                       | 19. Okt. 2010        | 18. März 2013                         | Adam Davidson       | Sarah Watson      |
| 20         | 7         | Verflixte 7                         | Seven Names                                        | 26. Okt. 2010        | 25. März 2013                         | Peter Werner        | Adam S. Simon     |
| 21         | 8         | Schiffsverkehr                      | If This Boat is a Rockin                           | 9. Nov. 2010         | 1. Apr. 2013                          | Allison Liddi-Brown | Tyler Bensinger   |
| 22         | 9         | Weil es Spaß macht                  | Put Yourself Out There                             | 16. Nov. 2010        | 8. Apr. 2013                          | Patrick Norris      | Bridget Carpenter |
| 23         | 10        | Trut- und Streithähne               | Happy Thanksgiving                                 | 23. Nov. 2010        | 15. Apr. 2013                         | Bob Berlinger       | David Hudgins     |
| 24         | 11        | Ein Himmel für alle?                | Damage Control                                     | 4. Jan. 2011         | 22. Apr. 2013                         | Lawrence Trilling   | Kerry Ehrin       |
| 25         | 12        | Angst vor dem Lampenfieber          | Meet the New Boss                                  | 11. Jan. 2011        | 29. Apr. 2013                         | Lawrence Trilling   | Sarah Watson      |
| 26         | 13        | Die Logik liegt am Boden            | Opening Night                                      | 18. Jan. 2011        | 6. Mai 2013                           | Ken Whittingham     | Monica Henderson  |
| 27         | 14        | Irgendwann zurück?                  | A House Divided                                    | 1. Feb. 2011         | 13. Mai 2013                          | Ken Whittingham     | Tyler Bensinger   |
| 28         | 15        | Die wirklich wahren Dinge           | Just Go Home                                       | 13. Juli 2011        | 20. Mai 2013                          | Lawrence Trilling   | Bridget Carpenter |
| 29         | 16        | Das große Krabbeln                  | Amazing Andy and His Wonderful World of Bugs       | 20. Juli 2011        | 27. Mai 2013                          | Lawrence Trilling   | Kerry Ehrin       |
| 30         | 17        | … und schweigen es nicht länger tot | Do Not Sleep With Your Autistic Nephew’s Therapist | 22. Feb. 2011        | 3. Juni 2013                          | Jason Katims        | Jason Katims      |
| 31         | 18        | Irgendwie einzigartig               | Qualities and Difficulties                         | 1. März 2011         | 10. Juni 2013                         | Bob Berlinger       | Bridget Carpenter |
| 32         | 19        | Ausgeliebt                          | Taking the Leap                                    | 29. März 2011        | 17. Juni 2013                         | Andrew Bernstein    | David Hudgins     |
| 33         | 20        | Repariert, was euch kaputt macht    | New Plan                                           | 5. Apr. 2011         | 24. Juni 2013                         | Michael Weaver      | Jamie Duneier     |
| 34         | 21        | Stillklang                          | Slipping Away                                      | 12. Apr. 2011        | 1. Juli 2013                          | Lawrence Trilling   | Kerry Ehrin       |
| 35         | 22        | Es wird nicht einfach sein          | Hard Times Come Again No More                      | 19. Apr. 2011        | 8. Juli 2013                          | Lawrence Trilling   | Jason Katims      |

## Staffel 3
Die Erstausstrahlung der dritten Staffel war vom 13. September 2011 bis zum 28. Februar 2012 auf dem US-amerikanischen Fernsehsender NBC zu sehen. Die deutschsprachige Erstausstrahlung sendet der deutsche Bezahlfernsehsender TNT Glitz seit dem 7. April bis zum 4. August 2014.
| Nr. (ges.) | Nr. (St.) | Deutscher Titel                          | Originaltitel                          | Erstausstrahlung USA | Deutschsprachige Erstausstrahlung (D) | Regie               | Drehbuch                  |
| ---------- | --------- | ---------------------------------------- | -------------------------------------- | -------------------- | ------------------------------------- | ------------------- | ------------------------- |
| 36         | 1         | Na dann, Happy Birthday!                 | I Don’t Want to Do This Without You    | 13. Sep. 2011        | 7. Apr. 2014                          | Lawrence Trilling   | Jason Katims              |
| 37         | 2         | Die Eine hat’s, die Andere will’s        | Hey, If You’re Not Using That Baby…    | 20. Sep. 2011        | 14. Apr. 2014                         | Lawrence Trilling   | Kerry Ehrin               |
| 38         | 3         | Hormone spielen verrückt                 | Step Right Up                          | 27. Sep. 2011        | 21. Apr. 2014                         | Adam Davidson       | David Hudgins             |
| 39         | 4         | Ende der Geschichte                      | Clear Skies From Here on Out           | 4. Okt. 2011         | 28. Apr. 2014                         | Adam Davidson       | Bridget Carpenter         |
| 40         | 5         | Hallo Nora!                              | Nora                                   | 11. Okt. 2011        | 5. Mai 2014                           | Allison Liddi-Brown | Jason Katims              |
| 41         | 6         | Hoffnungslos überfordert                 | Tales From the Luncheonette            | 18. Okt. 2011        | 12. Mai 2014                          | Allison Liddi-Brown | Kerry Ehrin               |
| 42         | 7         | Erzwungene Freude                        | Forced Family Fun                      | 1. Nov. 2011         | 19. Mai 2014                          | Patrick Norris      | Sarah Watson              |
| 43         | 8         | Irgendwo dazwischen                      | In-Between                             | 8. Nov. 2011         | 26. Mai 2014                          | Patrick Norris      | Eric Guggenheim           |
| 44         | 9         | Schlechte Verlierer                      | Sore Loser                             | 15. Nov. 2011        | 2. Juni 2014                          | Lawrence Trilling   | Bridget Carpenter         |
| 45         | 10        | Die Folgen der Wahrheit                  | Mr. Honesty                            | 22. Nov. 2011        | 9. Juni 2014                          | Lawrence Trilling   | Monica Henderson Beletsky |
| 46         | 11        | Max, verzweifelt gesucht!                | Missing                                | 29. Nov. 2011        | 16. Juni 2014                         | Dylan K. Massin     | Sarah Watson              |
| 47         | 12        | Bravermans Road Trip                     | Road Trip                              | 3. Jan. 2012         | 23. Juni 2014                         | Jessica Yu          | David Hudgins             |
| 48         | 13        | Das Foto auf der Titelseite              | Just Smile                             | 10. Jan. 2012        | 30. Juni 2014                         | Michael Weaver      | Jamie Duneier             |
| 49         | 14        | Es ist wie es ist                        | It Is What It Is                       | 17. Jan. 2012        | 7. Juli 2014                          | Michael Weaver      | Eric Guggenheim           |
| 50         | 15        | Zu alt für ein Baby?                     | Politics                               | 7. Feb. 2012         | 14. Juli 2014                         | Peter Krause        | Sarah Watson              |
| 51         | 16        | Wenn Liebe so einfach wär                | Tough Love                             | 14. Feb. 2012        | 21. Juli 2014                         | Lawrence Trilling   | Monica Henderson Beletsky |
| 52         | 17        | Erinnere mich daran, dass ich dich liebe | Remember Me, I’m the One Who Loves You | 21. Feb. 2012        | 28. Juli 2014                         | Jason Katims        | Kerry Ehrin               |
| 53         | 18        | Die Hochzeit unseres kleinen Bruders     | My Brother’s Wedding                   | 28. Feb. 2012        | 4. Aug. 2014                          | Lawrence Trilling   | Jason Katims              |

## Staffel 4
Die Erstausstrahlung der vierten Staffel wurde vom 11. September 2012 bis zum 22. Januar 2013 von NBC ausgestrahlt. Die deutschsprachige Erstausstrahlung sendete der deutsche Bezahlfernsehsender TNT Glitz vom 11. August bis zum 17. November 2014.
| Nr. (ges.) | Nr. (St.) | Deutscher Titel                 | Originaltitel                         | Erstausstrahlung USA | Deutschsprachige Erstausstrahlung (D) | Regie             | Drehbuch          |
| ---------- | --------- | ------------------------------- | ------------------------------------- | -------------------- | ------------------------------------- | ----------------- | ----------------- |
| 54         | 1         | Bitte lächeln – wenn möglich    | Family Portrait                       | 11. Sep. 2012        | 11. Aug. 2014                         | Lawrence Trilling | Jason Katims      |
| 55         | 2         | Nachrichten die niemand braucht | Left Field                            | 18. Sep. 2012        | 18. Aug. 2014                         | Lawrence Trilling | David Hudgins     |
| 56         | 3         | Nichts mehr in Ordnung          | Everything Is Not Okay                | 25. Sep. 2012        | 25. Aug. 2014                         | Sam Jaeger        | Bridget Carpenter |
| 57         | 4         | Mutmacher                       | The Talk                              | 2. Okt. 2012         | 1. Sep. 2014                          | Patrick Norris    | Sarah Watson      |
| 58         | 5         | Wir müssen reden                | There’s Something I Need to Tell You… | 9. Okt. 2012         | 8. Sep. 2014                          | Patrick Norris    | Jason Katims      |
| 59         | 6         | Nicht das Ende der Welt         | I’ll Be Right Here                    | 23. Okt. 2012        | 15. Sep. 2014                         | Jessica Yu        | Sarah Goldfinger  |
| 60         | 7         | Der Soldat Ryan York            | Together                              | 13. Nov. 2012        | 22. Sep. 2014                         | Millicent Shelton | Eric Guggenheim   |
| 61         | 8         | Schattenseiten des Lebens       | One More Weekend With You             | 20. Nov. 2012        | 29. Sep. 2014                         | Lawrence Trilling | Monica Beletsky   |
| 62         | 9         | Aber ich arbeite daran          | You Can’t Always Get What You Want    | 27. Nov. 2012        | 6. Okt. 2014                          | Lawrence Trilling | Bridget Carpenter |
| 63         | 10        | Ärger nichts als Ärger          | Trouble in Candyland                  | 4. Dez. 2012         | 13. Okt. 2014                         | Dylan K. Massin   | Jesse Zwick       |
| 64         | 11        | Warten auf ein Weihnachtswunder | What to My Wondering Eyes             | 11. Dez. 2012        | 20. Okt. 2014                         | Hanelle Culpepper | Jason Katims      |
| 65         | 12        | Vergiss die Fassade             | Keep on Rowing                        | 1. Jan. 2013         | 27. Okt. 2014                         | Dax Shepard       | David Hudgins     |
| 66         | 13        | Grenzen setzen                  | Small Victories                       | 8. Jan. 2013         | 3. Nov. 2014                          | Peter Krause      | Sarah Watson      |
| 67         | 14        | Vom Fallen und Aufstehen        | One Step Forward, Two Steps Back      | 15. Jan. 2013        | 10. Nov. 2014                         | Lawrence Trilling | Bridget Carpenter |
| 68         | 15        | Endlich gute Nachrichten        | Because You’re My Sister              | 22. Jan. 2013        | 17. Nov. 2014                         | Lawrence Trilling | Jason Katims      |

## Staffel 5
Die Erstausstrahlung der fünften Staffel war vom 26. September 2013 bis zum 17. April 2014 auf dem US-amerikanischen Sender NBC zu sehen. Die deutschsprachige Erstausstrahlung sendete der deutsche Bezahlfernsehsender TNT Glitz vom 17. Juni bis zum 11. November 2015.
| Nr. (ges.) | Nr. (St.) | Deutscher Titel                        | Originaltitel                  | Erstausstrahlung USA | Deutschsprachige Erstausstrahlung (D) | Regie               | Drehbuch                              |
| ---------- | --------- | -------------------------------------- | ------------------------------ | -------------------- | ------------------------------------- | ------------------- | ------------------------------------- |
| 69         | 1         | Warum warten?                          | It Has to be Now               | 26. Sep. 2013        | 17. Juni 2015                         | Lawrence Trilling   | Jason Katims                          |
| 70         | 2         | Die Zukunft und die alten Tage         | All Aboard Who’s Coming Aboard | 3. Okt. 2013         | 24. Juni 2015                         | Lawrence Trilling   | David Hudgins                         |
| 71         | 3         | Nippelterror                           | Nipple Confusion               | 10. Okt. 2013        | 1. Juli 2015                          | Patrick Norris      | Sarah Watson                          |
| 72         | 4         | Die Lehre von Moral und Pflichtgefühl  | In Dreams Begin Responsibility | 17. Okt. 2013        | 8. Juli 2015                          | Patrick Norris      | Gina Fattore                          |
| 73         | 5         | Zusammen durchdrehen                   | Let’s Be Mad Together          | 24. Okt. 2013        | 15. Juli 2015                         | Dylan K. Massin     | Jessica Goldberg                      |
| 74         | 6         | Was mir am Herzen liegt                | The M Word                     | 31. Okt. 2013        | 22. Juli 2015                         | James Ponsoldt      | Julia Brownell                        |
| 75         | 7         | Arrivederci, Camille                   | Speaking of Baggage            | 7. Nov. 2013         | 29. Juli 2015                         | Millicent Shelton   | Ian Deitchman & Kristin Rusk Robinson |
| 76         | 8         | Leichen im Keller                      | The Ring                       | 14. Nov. 2013        | 5. Aug. 2015                          | Lawrence Trilling   | Justin W. Lo                          |
| 77         | 9         | Die Qualen der Wahl                    | Election Day                   | 21. Nov. 2013        | 12. Aug. 2015                         | Lawrence Trilling   | Jason Katims                          |
| 78         | 10        | Fremdgeküsst                           | All That’s Left Is the Hugging | 12. Dez. 2013        | 19. Aug. 2015                         | Jessica Yu          | Sarah Watson                          |
| 79         | 11        | Das wird alles verändern               | Promises                       | 2. Jan. 2014         | 26. Aug. 2015                         | Michael Weaver      | David Hudgins                         |
| 80         | 12        | Du bist das Problem!                   | Stay a Little Longer           | 9. Jan. 2014         | 2. Sep. 2015                          | Michael Weaver      | Julia Brownell                        |
| 81         | 13        | Zurück zu mir                          | Jump Ball                      | 16. Jan. 2014        | 9. Sep. 2015                          | Ken Whittingham     | Jessica Goldberg                      |
| 82         | 14        | Von denen, die aus-, um- und einziehen | You’ve Got Mold                | 23. Jan. 2014        | 16. Sep. 2015                         | Ken Whittingham     | Gina Fattore                          |
| 83         | 15        | Genau wie früher, nur anders           | Just Like Home                 | 27. Feb. 2014        | 23. Sep. 2015                         | Allison Liddi-Brown | Ian Deichtman & Kristin Rusk Robinson |
| 84         | 16        | Der zauberhafte Mr. Knight             | The Enchanting Mr. Knight      | 6. März 2014         | 30. Sep. 2015                         | Allison Liddi-Brown | Julia Brownell                        |
| 85         | 17        | Gemeinsam aneinander vorbei            | Limbo                          | 13. März 2014        | 7. Okt. 2015                          | Lawrence Trilling   | Jessica Goldberg                      |
| 86         | 18        | Smartphone-Folgen                      | The Offer                      | 20. März 2014        | 14. Okt. 2015                         | Lawrence Trilling   | Sarah Watson                          |
| 87         | 19        | Hüte Dich vor Kindern                  | Fraud Alert                    | 27. März 2014        | 21. Okt. 2015                         | Bethany Rooney      | Jason Katims                          |
| 88         | 20        | Haus(ver)kauf                          | Cold Feet                      | 3. Apr. 2014         | 28. Okt. 2015                         | Michael Weaver      | David Hudgins                         |
| 89         | 21        | Über den Tod hinaus                    | I’m Still Here                 | 10. Apr. 2014        | 4. Nov. 2015                          | Scott Schaeffer     | Ian Deichtman & Kristin Rusk Robinson |
| 90         | 22        | Aufbruch in ein neues Leben            | The Pontiac                    | 17. Apr. 2014        | 11. Nov. 2015                         | Lawrence Trilling   | Jason Katims                          |

## Staffel 6
Die Erstausstrahlung der sechsten Staffel wurde zwischen dem 25. September 2014 und dem 29. Januar 2015 auf dem US-amerikanischen Sender NBC gesendet. Die deutschsprachige Erstausstrahlung sendete der deutsche Bezahlfernsehsender TNT Glitz vom 18. Januar bis zum 11. April 2016.
| Nr. (ges.) | Nr. (St.) | Deutscher Titel                     | Originaltitel                     | Erstausstrahlung USA | Deutschsprachige Erstausstrahlung (D) | Regie                | Drehbuch                              |
| ---------- | --------- | ----------------------------------- | --------------------------------- | -------------------- | ------------------------------------- | -------------------- | ------------------------------------- |
| 91         | 1         | Abenteuer Las Vegas                 | Vegas                             | 25. Sep. 2014        | 18. Jan. 2016                         | Lawrence Trilling    | Jason Katims                          |
| 92         | 2         | Alles Gute, Zeek!                   | Happy Birthday, Zeek              | 2. Okt. 2014         | 25. Jan. 2016                         | Lawrence Trilling    | Sarah Watson                          |
| 93         | 3         | Ein Herz kann man reparieren        | The Waiting Room                  | 9. Okt. 2014         | 1. Feb. 2016                          | Patrick Norris       | Jessica Goldberg                      |
| 94         | 4         | Selbst-mit-Leid ist das zu schaffen | A Potpourri of Freaks             | 16. Okt. 2014        | 8. Feb. 2016                          | Peter Krause         | Ian Deichtman & Kristin Rusk Robinson |
| 95         | 5         | Die Entdeckung der Liebe            | The Scale of Affection is Fluid   | 23. Okt. 2014        | 15. Feb. 2016                         | Bethany Rooney       | Jesse Zwick                           |
| 96         | 6         | Scheitern ist keine Option          | Too Big to Fail                   | 30. Okt. 2014        | 22. Feb. 2016                         | Jessica Yu           | Ian Deichtman & Kristin Rusk Robinson |
| 97         | 7         | Die Zeit in der wir leben           | These Are the Times We Live In    | 6. Nov. 2014         | 29. Feb. 2016                         | Eric Galileo Tignini | Sarah Watson                          |
| 98         | 8         | Gefühle kann man nicht erzwingen    | Aaron Brownstein Must Be Stopped  | 13. Nov. 2014        | 7. März 2016                          | Lawrence Trilling    | Jessica Goldberg                      |
| 99         | 9         | Tag der offenen Türen & Herzen      | Lean In                           | 20. Nov. 2014        | 14. März 2016                         | Lawrence Trilling    | Jesse Zwick                           |
| 100        | 10        | Wie konnte es soweit kommen?        | How Did We Get Here?              | 8. Jan. 2015         | 21. März 2016                         | Michael Weaver       | Jason Katims                          |
| 101        | 11        | Nicht nur aufgeben                  | Let’s Go Home                     | 15. Jan. 2015        | 28. März 2016                         | Allison Liddi-Brown  | Jason Katims                          |
| 102        | 12        | Es kommt was auf uns zu             | We Made it Through the Night      | 22. Jan. 2015        | 4. Apr. 2016                          | Jason Katims         | Jason Katims                          |
| 103        | 13        | Bevor du gehst…                     | May God Bless and Keep You Always | 29. Jan. 2015        | 11. Apr. 2016                         | Lawrence Trilling    | Jason Katims                          |